# Обская губа
О́бская губа́ — самый крупный залив Карского моря, эстуарий реки Обь. Расположена между полуостровами Гыданский и Ямал. В восточной части залива от него ответвляется Тазовская губа, в которую впадают реки Таз и Пур.
Длина залива — более 800 км, ширина от 30 до 80 км, глубина до 25 м. Освобождается ото льда, кроме северной части, в июле и покрывается льдом в октябре.
Населённые пункты — Новый Порт, Ямбург, Мыс-Каменный, Сабетта.

## Физико-географическая характеристика
Грунт в губе — вязкий, синий ил, береговые же отмели и банки песчаные. Волна в губе очень крутая, короткая и неправильная. Вода в губе пресная и очень мутная. Берега губы совершенно безлесные, однообразные, с западной стороны обрывистые, с восточной более плоские или бугристые. Почва на берегах болотистая; выкидного леса (плавника) на берегах почти не встречается. Острова встречаются только в устьях впадающих в губу рек и речек. Заливов и бухт мало, только у Дровяного мыса находится небольшая, мелководная бухта Преображенья и близ мыса Ямасол тянется небольшая удобная бухта Находка.
В Обскую губу кроме Оби впадает ещё несколько рек. В юго-восточную её часть впадают реки Надым и Ныда, образующие при впадении своём целый архипелаг островов. С западной стороны, ограниченной обширным полуостровом Ямал, впадают в большинстве небольшие реки, из которых некоторые в низовьях доступны для небольших речных судов, как то реки Яда, Оя, Ивоча, Зелёная, Сёяха и другие.
Губа довольно богата рыбой, в ней водятся как речные, так и морские виды рыб: осётр, стерлядь, нельма, налим, сельдь, муксун, чир и другие. Промысел рыбы осуществляет Новопортовский рыбозавод, оснащённый уникальным мерзлотником — подземным рыбохранилищем с температурой, поддерживаемой естественным путём.

## История исследования и освоения
Знакомство русских с Обской губой началось в 1600 году; в 1601 экспедиция из Берёзова к устью реки Таз, под предводительством воевод Савлука Пушкина и князя Масальского, имела успех, и с тех пор этим путём, до самого уничтожения города Мангазеи, ежегодно совершались плавания из устьев Оби по её губе и Тазовскому заливу к Мангазее. Архангелогородцы, пустозеры и мезенцы также неоднократно плавали через Обскую губу в Мангазею; они шли с товарами, на лёгких карбасах, от Карской губы вверх по реке Мутной до озера, из которого она вытекает, затем разгружали суда, перетаскивали их порожнем через небольшой волок на реку Зелёную, впадающую с запада в Обскую губу, нагружали вновь свои суда, плыли вниз по Зелёной до её устья, пересекали Обскую губу и шли далее по Тазовской губе к устью реки Таз до города Мангазеи. Тем же путём они возвращались из Мангазеи на другой год обратно. Плавания эти прекратились с уничтожением Мангазеи.
В 1734 году лейтенант Овцын, начальник той части большой северной экспедиции, которой было поручено исследовать часть берега Сибири между устьями Оби и Енисея, на дубель-шлюпке, в начале августа, вошёл в губу, достигнув 70° 4' с. ш. В 1736 он дошёл до 72° 34' с. ш., а в 1738, со штурманом Кошелевым, прошёл, к 8 августа, всю губу до Карского моря. В том же, благоприятном для плавания в северных морях, году лейтенанты Малыгин и Скуратов, следуя из Карского моря, вошли в Обскую губу и в устья реки Обь. В 1738 году лейтенант Скуратов, борясь со льдами в Обской губе, прошёл ею вплоть до устья и вошёл в Карское море.
В 1828 году западный берег губы, от мыса Дровяного до устья Оби, обойдён сухопутно и описан корп. фл. штурм. штабс-капитаном Ивановым и поручиком Бережных. В 1863 снаряжённая М. К. Сидоровым экспедиция, под начальством Кушелевского, вышла из Обдорска на парусной шхуне в Обскую губу и достигла устья реки Таз. В 1874 английский капитан Джозеф Уиггинс на пароходе «Диана» был в устье Обской губы. В 1877 паровая шхуна «Луиза», г. Трапезникова, пришла из Европы в устье Оби и дошла до Тобольска. В 1878 датский пароход «Нептун» прошёл всю Обскую губу до устья реки Надым, равно как и английский пароход «Warkworth» Уиггинса, и оба в то же лето успели вернуться в Европу, с обратным грузом. В то же лето, построенная в Тюмени г. Трапезниковым шхуна «Сибирь» вошла из Оби в Обскую губу, прошла её и благополучно прибыла в Лондон. В 1880 году тот же пароход «Нептун» благополучно совершил плавание из Европы к устью Оби и обратно. В 1893 северную часть губы пересекло одно из судов экспедиции морского министерства — пароход «Лейтенант Малыгин», под начальством лейтенанта Евгения Шведе. При этом впервые были получены указания на существование к северу от мыса Мате-Сале какой-то бухты.
По исследованию экспедиции Андрея Вилькицкого, в 1895 году, эта бухта оказалась принадлежащей довольно большому низменному острову, названному именем Вилькицкого. В 1895 и 1896 годах экспедиция подполковника Вилькицкого, посланная морским министерством для описи части Карского моря и Обской и Енисейской губернии, на пароходе «Лейтенант Овцын» и парусной барже «Лейтенант Скуратов», благополучно плавала в Обской губе, зимовала в Оби у Тобольска и, исполнив своё поручение, вернулась через Карское море в Архангельск осенью 1896 года. Оказалось, что Обская губа удобна для плавания; вход в реку Обь, бар которой мелководен и занесён банками, имеет фарватер для судов с осадкой от 2,7 до 3,4 м; льдов, в позднее время лета, в губе не бывает. Съёмка восточного берега губы, произведённая ещё Овцыным, оказалась неверной; местами он лежал на картах на 30, 40 и 50 миль с лишком к востоку; западный берег, съёмки Иванова, нанесён был гораздо вернее. Исследования экспедиции Вилькицкого показали, что вообще губа далеко не столь широка, как это казалось по существовавшим до того картам. С 1897 года через Обскую губу было установлено пароходное сообщение реки Обь с Лондоном, английской компанией Лайборн Поппам, которой было закуплено до 3,2 тысяч тонн хлеба в Барнаульском округе и наняты пароходы для доставки этого груза в бухту Находка и для провоза оттуда товаров, которые будут привезены морем из Англии, в Тюмень и Томск.
В 1920 году губа была исследована Сибирской хлебной экспедицией. В середине XX века началось освоение углеводородных месторождений по берегам Обской губы. В начале XXI века на берегу Обской губы построен порт Сабетта.